# Kazimierz Dziekoński
Kazimierz Leon Jan Dziekoński ps. Wołyniec herbu Korab (ur. 4 marca 1779 w Warszawie, zm. 12 stycznia 1849 w Zabłudowie) – generał brygady wojsk polskich w czasie powstania listopadowego, kawaler maltański.

## Życiorys
Syn podskarbiego nadwornego litewskiego Antoniego Dziekońskiego i Karoliny z Mizgierów, podstalanki orszańskiej.
Jako 15-letni młodzieniec zbuntował się przeciw ojcu, znanemu jurgieltnikowi i targowiczaninowi. Wraz z bratem Michałem (1772-1834), przystąpił do zbuntowanej młodzieży szlacheckiej, która masowo przystępowała do insurekcji kościuszkowskiej. Został mianowany adiutantem-porucznikiem przy gen. lejtnancie Michale Wielhorskim. 
W czasach Księstwa Warszawskiego był adiutantem księcia Józefa Poniatowskiego. Za kampanię przeciwko Prusom odznaczony krzyżem Orderu Virtuti Militari. W 1808 w stopniu majora przydzielony do 1. Pułku Ułanów. Wziął udział w wojnie polsko-austriackiej w 1809, walczył m.in. w bitwie pod Raszynem. Od 1810 jako podpułkownik przydzielony do 13. Pułku Huzarów. W 1813 w stopniu pułkownika stanął na czele tego pułku. Uczestniczył w bitwie pod Lipskiem, do ostatniej chwili towarzysząc księciu Józefowi jako dowódca osłony naczelnego wodza.
W 1815 został dowódcą 3. Pułku Strzelców Konnych Królestwa Kongresowego. Mianowany generałem brygady w 1828, objął dowództwo 2 brygady Dywizji Strzelców Konnych Królestwa Kongresowego.
W czasie powstania listopadowego dowodził załogą Radomia. W marcu 1831 dowodził polską kolumną pościgową na linii szosy brzeskiej. W czasie wyprawy na gwardię dowodził korpusem osłonowym pomiędzy Sandomierzem a Dęblinem. Przeprowadził kilka udanych działań dywersyjno-zaczepnych na prawym brzegu Wisły. W czerwcu mianowany komendantem twierdzy Praga.
Za udział w powstaniu zesłany do Wołogdy.
Wrócił w 1833, złożył przysięgę wierności carowi. Zmarł 23 stycznia 1849 r.
Był odznaczony krzyżem Legii Honorowej. Odznaczony Orderem Świętego Stanisława II klasy w 1829 roku. Był odznaczony Orderem św. Anny. W 1830 roku został nagrodzony Znakiem Honorowym za 20 lat służby.
Posiadał majątek w miejscowości Hieronimowo na Podlasiu.

## Rodzina
W dniu 17 lutego 1822 roku poślubił w Warszawie Mariannę z Wasilewskich Górską (1792-1853) , siostrzenicę żony generała Józefa Zajączka, Namiestnika Królestwa Polskiego, z którą nie miał dzieci. Po śmierci brata Michała, Prezydenta Głównego Sądu Guberni Grodzieńskiej, zaopiekował się jego dziećmi, Władysławem (1826-1838), Jadwigą i Michaliną. Jadwiga (1830-1916), która jeszcze przed jego śmiercią poślubiła hrabiego Karola Olizara, a długie lata później po unieważnieniu tego małżeństwa w 1873 roku barona Aleksandra Ramma; została jego spadkobierczynią w Hieronimowie, Michalina (1832-1914), poślubiła Bronisława Zaleskiego (1820-1880), znanego pisarza związanego ze środowiskiem Hotelem Lambert. Jej nieudane małżeństwo i niezwykła osobowość znalazła odzwierciedlenie w korespondencji z Cyprianem Kamilem Norwidem.